# 21 (numero)
Ventuno (cf. latino viginti unus, greco εἷς καὶ εἴκοσι) è il numero naturale dopo il 20 e prima del 22.

## Proprietà matematiche
- È un numero dispari.

21 quadrati diversi che compongono un quadrato più grande

- È un numero composto da 4 divisori: 1, 3, 7, 21. Poiché la somma dei divisori (escluso il numero stesso) è 11 < 21, è un numero difettivo.
- È un numero semiprimo.
- È il sesto numero triangolare, dopo il 15 e prima del 28.
- È l'ottavo numero della successione di Fibonacci, dopo il 13 e prima del 34.
- È un numero idoneo.
- È la quantità minima di quadrati tutti di dimensione diversa inscrivibili in un quadrato.[1]
- È un numero ottagonale.
- È un termine della successione di Mian-Chowla.
- È un numero fortunato.
- È un numero di Harshad nel sistema numerico decimale, cioè è divisibile per la somma delle sue cifre.
- Un numero è divisibile per 21 quando è multiplo di 3 e 7.
- Dati x e y differenti fra loro, se un numero al quadrato termina con la sequenza {\displaystyle xyxyxyxyxy}, allora {\displaystyle xy} può essere solo 21, 61 o 84. Il più piccolo esempio è {\displaystyle 508.853.989^{2}=258.932.382.121.212.121}
- È la sommatoria di 1+2+3+4+5+6=21.
- È parte delle terne pitagoriche (20, 21, 29), (21, 28, 35), (21, 72, 75), (21, 220, 221).
- È un numero palindromo nel sistema numerico binario.
- È un numero a cifra ripetuta nel sistema di numerazione posizionale a base 4 (111), in quelli a base 6 (33) e a base 20 (11).
- È un numero intero privo di quadrati.
- È un numero congruente.
- È un termine della successione di Padovan.

## Chimica
- È il numero atomico dello scandio (Sc).

## Astronomia
- 21P/Giacobini-Zinner è una cometa periodica del sistema solare.
- 21 Lutetia è il nome di un asteroide della fascia principale battezzato così in onore del nome romano di Parigi.
- M 21 è un ammasso aperto situato nella costellazione del Sagittario.
- NGC 21 è una galassia spirale della costellazione di Andromeda.

## Astronautica
- Cosmos 21 è un satellite artificiale russo.

## Medicina
- Il Cromosoma 21 è associato ad alcune malattie ed aberrazioni quali il cancro e la sindrome di Down.

## Simbologia

### Religione
- È il numero di volte in cui viene intonato il mantra Oṃ durante la pratica induista dell'Aumkara.
- Il 21, in quanto prodotto dei due numeri sacri 3 e 7, è considerato il numero della perfezione. Nel libro deuterocanonico della Sapienza vengono elencate le 21 qualità della sapienza:

«22In essa c'è uno spirito... 
1. intelligente
2. santo,
3. unico,
4. molteplice,
5. sottile,
6. mobile,
7. penetrante,
8. senza macchia,
9. terso,
10. inoffensivo,
11. amante del bene,
12. acuto,
13. 23libero,
14. benefico,
15. amico dell'uomo,
16. stabile,
17. sicuro,
18. senz'affanni,
19. onnipotente,
20. onniveggente
21. e che pervade tutti gli spiriti intelligenti, puri, sottilissimi» (Sapienza 7, 22-23[2]).

- 21 è la somma delle lettere ebraiche che formano il nome di Dio, אהיה, tradotto Io sono

## Smorfia
- Nella smorfia il numero 21 è la donna nuda.

## Carte da gioco
- 21 è il numero che si utilizza per definire Blackjack nelle gioco delle carte.

## Convenzioni

### Linguaggio
- L'alfabeto italiano ha ventuno lettere.

### Informatica
- La IANA raccomanda l'utilizzo di questo numero di porta nel protocollo FTP controllo.